# Rosdorf
Rosdorf là một đô thị thuộc the huyện Göttingen, trong bang Niedersachsen, Đức. Đô thị này có diện tích 66,39 km². cự ly khoảng 4 km về phía tây nam của Göttingen.